# Tramvaiul din Sarajevo
Sistemul de tramvaie din capitala Bosniei și Herțegovina - Sarajevo, compus din șapte linii, a căror lungime este de 22.9 km, iar piesele au o distanță de 1435 mm. Acesta este sistemul de tramvai numai în această țară. Transportul este stabilit JKP GRAS.

## Garnituri
| Ilustrare | Tip         | Modificări și subtipuri |
| --------- | ----------- | ----------------------- |
|           | Tatra K2    | Tatra K2YU              |
|           | Tatra KT8D5 | Tatra KT8D5SU           |
|           | SGP E1      | SGP E1                  |
|           | Satra II    | Satra II                |
|           | Satra III   | Satra III               |